# Dermacentor steini
Dermacentor steini är en fästingart som beskrevs av Schulze 1933. Dermacentor steini ingår i släktet Dermacentor och familjen hårda fästingar. Inga underarter finns listade i Catalogue of Life.